# 斎藤英喜
斎藤 英喜（さいとう ひでき、1955年1月10日 - 2024年9月4日）は、東京都出身の宗教学者。佛教大学歴史学部歴史文化学科名誉教授。専門は、宗教文化論・神話伝承学。文学修士。

## 経歴
- 1955年 東京都出身。
- 1977年 日本大学芸術学部卒業。
- 1981年 法政大学文学部日本文学科卒業。
- 1984年 成城大学大学院文学研究科修士課程修了。
- 1990年 日本大学大学院文学研究科博士課程満期退学。
- 日本大学文理学部講師等。
- 椙山女学園大学短期大学部助教授。
- 2000年 佛教大学文学部歴史文化学科助教授。
- 2004年 佛教大学文学部歴史文化学科教授。
- 2010年 佛教大学歴史学部歴史文化学科教授。
- 2024年9月4日 左内頚動脈瘤破裂によるくも膜下出血・脳幹出血のため死去[2][3]。

## 委員歴
- 1982年～1996年 古代文学会委員
- 2003年4月～2017年3月 日本文学協会運営委員

## 受賞歴
- 2003年10月 第1回佛教大学学術賞（佛教大学）
- 2012年12月 古事記出版大賞　稗田阿礼賞（奈良県）
- 2013年8月 第1回古代歴史文化みえ賞（島根県、奈良県、三重県、和歌山県、宮崎県）[4]

## 著書

### 単著
- 『アマテラスの深みへ：古代神話を読み直す』新曜社、1996年。ISBN 4788505789
- 『呪術探究：いざなぎ流式王子』新紀元社、2000年。ISBN 4883173496
- 『いざなぎ流 祭文と儀礼』法藏館、2002年。ISBN 4831876631／増補版・法藏館文庫、2019年。ISBN 978-4831826015
- 『安倍晴明：陰陽の達者なり』ミネルヴァ書房〈日本評伝選〉、2004年。ISBN 9784623042555
- 『読み替えられた日本神話』講談社〈講談社現代新書〉、2006年。ISBN 4061498711
- 『陰陽道の神々』佛教大学通信教育部〈佛教大学鷹陵文化叢書17〉、2007年。ISBN 9784784213665
  - 増補版、思文閣出版、2012年。ISBN 978-4784216444／決定版・法蔵館文庫、2024年。ISBN 978-4831826787
- 『古事記 成長する神々：新しい「日本神話」の読み方』ビイング・ネット・プレス、2010年。ISBN 9784904117491
- 『アマテラス：最高神の知られざる秘史』学研パブリッシング〈学研新書〉、2011年。ISBN 9784054048522
- 『古事記：不思議な1300年史』新人物往来社、2012年。ISBN 9784404041869
- 『荒ぶるスサノヲ、七変化：〈中世神話〉の世界』吉川弘文館〈歴史文化ライブラリー〉、2012年。ISBN 9784642057462
- 『古事記はいかに読まれてきたか：〈神話〉の変容』吉川弘文館、2012年。ISBN 9784642080811
- 『異貌の古事記：あたらしい神話が生まれるとき』青土社、2014年。ISBN 9784791767496
- 『陰陽師たちの日本史』KADOKAWA〈角川選書〉、2014年。ISBN 9784047035461／増補版・角川新書、2023年。ISBN 9784040824826
- 『折口信夫：神性を拡張する復活の喜び』ミネルヴァ書房〈日本評伝選〉、2019年。ISBN 9784623085170
- 『読み替えられた日本書紀』KADOKAWA〈角川選書〉、2020年。ISBN 9784047037014
- 『神道・天皇・大嘗祭』人文書院、2024年。ISBN 9784409540886

### 編著
- 『日本神話：その構造と生成』有精堂出版〈日本文学を読みかえる1〉、1995年。ISBN 4640309805
- 『アマテラス神話の変身譜』森話社、1996年。ISBN 4916087038
- 『呪術の知とテクネー：世界と主体の変容』森話社、2003年。ISBN 4916087364
- 『神話・伝承学への招待』思文閣出版、2015年。ISBN 9784784218134

### 共編著
- （吉村淑甫、梅野光興）『いざなぎ流祭文帳』高知県立歴史民俗資料館、1997年。
- （岡部隆志、津田博幸、武田比呂男）『シャーマニズムの文化学：日本文化の隠れた水脈』森話社〈叢書・〈知〉の森1〉、2001年。ISBN 4916087216（改訂版、2009年。ISBN 9784864050005）
- （武田比呂男）『〈安倍晴明〉の文化学：陰陽道をめぐる冒険』新紀元社、2002年。ISBN 4775301098
- （池見澄隆）『日本仏教思想史』佛教大学通信教育部、2003年。ISBN 4861542464
- （池見澄隆）『日本仏教の射程：思想史的アプローチ』人文書院、2003年。ISBN 4409410733
- （武田比呂男、猪股ときわ）『躍動する日本神話：神々の世界を拓く』森話社〈叢書・〈知〉の森7〉、2010年。ISBN 9784864050104
- （山下久夫）『越境する古事記伝』森話社、2012年。ISBN 9784864050388
- （井上隆弘）『神楽と祭文の中世：変容する信仰のかたち』思文閣出版、2016年。ISBN 9784784218714
- （山下久夫）『日本書紀1300年史を問う』思文閣出版、2020年。ISBN 9784784219902
- （山下久夫）『平田篤胤：狂信から共振へ』法藏館、2023年。ISBN 9784831862761
- （伊藤聡）『神道の近代：アクチュアリティを問う』勉誠出版〈アジア遊学〉、2023年。ISBN 9784585325277

## 所属学会
- 説話文学会
- 日本文学協会
- 日本宗教民俗学会
- 古代文学会
- 口承文芸学会